# Petersburger Dialog

Logo

Der Petersburger Dialog (russisch Петербургский диалог Peterburgski dialog) war ein bilaterales Diskussionsforum, das zum Ziel hatte, die Verständigung zwischen den Zivilgesellschaften Deutschlands und Russlands zu fördern. Im Jahr 2021 wurden seine Tätigkeiten eingestellt, nachdem Russland das Arbeiten von beteiligten zivilgesellschaftlichen Organisationen als unerwünscht auf seinen Index setzte. Die Auflösung des Vereins wurde im November 2022 durch den Vorstand vorgeschlagen und durch die Mitgliederversammlung am 20. April 2023 durchgeführt: Angesichts des Angriffskrieges und der Frontstellung gegen die westlichen Demokratien sei ein Dialog in diesem Format nicht mehr möglich.

## Gründung und Arbeitsweise

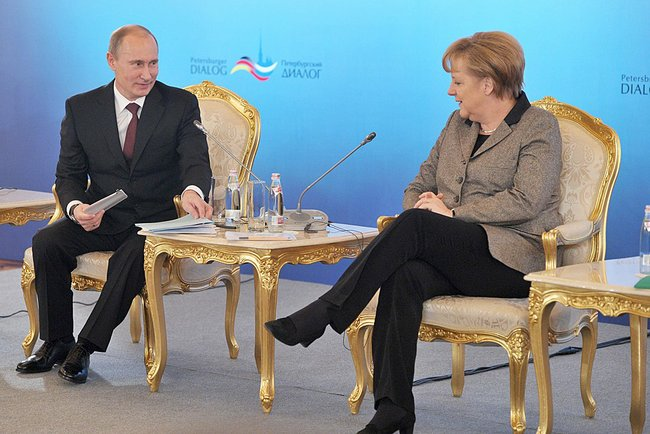
Angela Merkel und Wladimir Putin beim Petersburger Dialog 2012

Der Petersburger Dialog wurde im Jahr 2001 vom damaligen deutschen Bundeskanzler Gerhard Schröder und dem russischen Präsidenten Wladimir Putin ins Leben gerufen. Der Name des Gesprächsforums bezog sich auf den ersten Veranstaltungsort Sankt Petersburg in Russland.
Wichtigste Veranstaltung war die Jahrestagung, für die der Begriff Petersburger Dialog synonym verwendet wurde. Sie fand in der Regel abwechselnd in Russland und Deutschland statt, eine Ausnahme waren die Dialoge 2006 in Dresden und 2007 in Wiesbaden. Darüber hinaus trafen sich die acht Arbeitsgruppen des Dialogs – „Politik“, „Wirtschaft“, „Zivilgesellschaft“, „Bildung und Wissenschaft“, „Kultur“, „Medien“, „Zukunftswerkstatt“, „Kirchen in Europa“ – zwischen den Jahrestagungen zur Erörterung aktueller Fragen und Initiierung konkreter Projekte im kleineren Rahmen.
Der Petersburger Dialog wurde von den Regierungen beider Staaten, von politischen und privaten Stiftungen sowie von deutschen und russischen Unternehmen unterstützt, deren Interessen und Stil den Charakter des Petersburger Dialogs dominierten. Schirmherren des Gesprächsforums waren der jeweils amtierende deutsche Bundeskanzler und der jeweils amtierende russische Präsident.
Der Dialog war laut Otto Luchterhandt asymmetrisch, denn die russische Seite präsentierte fast ausschließlich im staatlichen Dienst stehende Persönlichkeiten; authentische Vertreter der Zivilgesellschaft Russlands waren bis auf die sprichwörtlichen Feigenblätter nicht zugelassen.
Im Jahr 2010 kritisierte Gemma Pörzgen, es ginge mehr um Aufmerksamkeit an der Spitze, jedoch könne der Dialog den ursprünglichen Zweck, die Zivilgesellschaften beider Länder zu stärken und einander näher zu bringen, kaum erfüllen. Kritiker würden den Charakter eines Honoratioren-Clubs beklagen, wie auch Rituale und die „Simulation von Ergebnissen“. Aufgrund der Zusammensetzung sei eine Abbildung der Vielfalt beider Gesellschaften nicht möglich und es sei fraglich, ob der zivilgesellschaftlichen Dialog vertieft werde.
Nach der 16. Tagung im Jahr 2017 kritisierte Irina Scherbakowa, dort sei „nicht mit den wirklichen Vertretern der Zivilgesellschaft“ geredet worden, sondern „mit den Funktionären und leider manchmal auch den Propagandisten“.

## Organisation
Die Arbeit des Petersburger Dialogs wurde von einem paritätisch besetzten deutsch-russischen Lenkungsausschuss organisiert. Er plante die Jahrestagungen, bereitete sie thematisch vor und lud die Teilnehmer ein.

### Geschäftsstellen
Der Petersburger Dialog betrieb zwei Geschäftsstellen. Der letzte deutsche Geschäftsführer war Martin Hoffmann vom Deutsch-Russischen Forum.

### Vorsitzende des Lenkungsausschusses
| Amtszeit  | Person             |
| --------- | ------------------ |
| 2002–2005 | Peter Boenisch     |
| 2005–2015 | Lothar de Maizière |
| 2015–2021 | Ronald Pofalla     |

Ronald Pofalla leitete seit Mai 2015 den Petersburger Dialog der Bundesregierung. Sein Vorgänger Lothar de Maiziere war in die Kritik geraten, die russische Perspektive zu deutlich zu unterstützen. Pofalla wurde Ruprecht Polenz vorgezogen, der drastische Umgestaltungsmaßnahmen gefordert hatte, um die Tendenz und die Unternehmerlastigkeit des Dialogs auszubalancieren. Matthias Platzeck schied nach seiner Positionierung in der Frage der Annexion der Krim als Nachfolgekandidat aus. Pofalla schien für einen konstruktiven Dialog mit Russland auch aufgrund seiner Osteuropaerfahrungen und Wirtschaftskontakte geeignet. Der Dialog sollte wieder aufgenommen werden, während die Sanktionen gegen Russland bestehen blieben.
| Amtszeit  | Person              |
| --------- | ------------------- |
| 2002–2009 | Michail Gorbatschow |
| seit 2009 | Wiktor Subkow       |

## Umgang mit Annexion der Krim
Im Zusammenhang mit der russischen Annexion der Krim 2014, der verstärkten Unterdrückung der Opposition in Russland und der Gleichschaltung der Medien in Russland wurde wiederholt Kritik an der Veranstaltung und an der Besetzung des deutschen Lenkungsausschusses geäußert. So erklärte der stellvertretende CDU/CSU-Fraktionschef Andreas Schockenhoff, der Petersburger Dialog sei kein unabhängiges Gesprächsforum mehr, Kritiker der russischen Regierung würden dort nicht mehr zu Wort kommen. Nachdem im Oktober 2014 mehrere Vertreter von Nichtregierungsorganisationen aus Deutschland erklärt hatten, am Petersburger Dialog 2014 in Sotschi nicht teilzunehmen, wurde die Veranstaltung zunächst auf unbestimmte Zeit verschoben. Der Vorsitzende des deutschen Lenkungsausschusses Lothar de Maizière äußerte öffentlich Bedauern. In einem offenen Brief vom 13. Oktober 2014 wies Lothar de Maizière darauf hin, dass die Petersburger Gespräche „genauso Realismus wie intellektuelle Disziplin (bedingen), wozu auch gehöre zu verstehen, wie Russland die Probleme versteht. Dies – und nicht Gesprächsverweigerung – sei die Voraussetzung, um auf allen demokratischen gesellschaftlichen Ebenen – vom politischen Machtzentrum bis in die Randgruppen hinein – problemorientierte Gespräche führen zu können. Dabei darf keine Seite für sich in Anspruch nehmen, legitimere Interessen zu vertreten als die andere.“
Am 19. November 2014 wurde de Maizière nach eigener Darstellung vom Kanzleramt (Kabinett Merkel IV) „mit der Bitte bedrängt“, auch die für Ende November geplante Mitgliederversammlung „wegen der politischen Großwetterlage“ abzusagen. De Mazière kritisierte in einem Interview mit der FAZ die Politik der Bundesregierung; Merkels Strategie, an der „Sanktionsschraube gegen Putin weiterzudrehen“, sei nicht zielführend. Sanktionen lägen nach seinem Eindruck im Interesse der USA, nicht im europäischen Interesse.
Die Frankfurter Allgemeine Sonntagszeitung berichtete am 22. November 2014 von einem Eckpunktepapier, das von Kanzleramt und Auswärtigem Amt unterstützt wurde. In ihm wurde gefordert, der Petersburger Dialog müsse „auch Raum für die kritische Auseinandersetzung mit der russischen Politik geben“. Kanzleramt und Auswärtiges Amt sähen keine Möglichkeit, dass unter der Führung de Maizières eine Reform erfolgreich sein könne. In Zukunft sollten die zivilgesellschaftlichen Organisationen stärker in der Mitgliederversammlung vertreten sein. Eine neue Satzung solle erstellt und ein neuer Vorstand gewählt werden. Die Anbindung an das Deutsch-Russische Forum solle beendet werden, da es in beiden Gremien große personelle Überschneidungen gäbe: Der Ost-Ausschuss der Deutschen Wirtschaft war stark vertreten. Das Papier wurde von Andreas Schockenhoff, Marieluise Beck, der Konrad-Adenauer-Stiftung und der Heinrich-Böll-Stiftung verfasst. Im Rahmen der Reform sollte der frühere brandenburgische Ministerpräsident Matthias Platzeck an Einfluss in dem Forum verlieren. Dieses Zugeständnis habe Bundeskanzlerin Angela Merkel (CDU) Bundesaußenminister Frank-Walter Steinmeier (SPD) am 19. November 2014 „abgerungen“. Nachfolger de Maizières wurde im Mai 2015 Ronald Pofalla (CDU). Er betonte, dass die Sanktionen gegen Russland richtig seien; es sei an Russland, auf die Ukraine und den Westen zuzugehen.

## Jahrestagungen
Zu den Jahrestagungen des Petersburger Dialogs wurden auf deutscher und russischer Seite jeweils etwa 100 Teilnehmer aus allen gesellschaftlichen Bereichen eingeladen. Neben Vertretern aus Politik, Wirtschaft und Kultur wurden auch junge Nachwuchs-Eliten beider Staaten in dem Diskussionsforum zusammengebracht. In den unterschiedlichen Arbeitsgruppen wurden gemeinsame Anliegen diskutiert und konkrete Projekte initiiert. Zwischenzeitlich waren einige wichtige Initiativen aus der Arbeit des Petersburger Dialogs hervorgegangen, wie etwa die Stiftung Deutsch-Russischer Jugendaustausch oder das Koch-Metschnikow-Forum, in dem sich deutsche und russische Forscher regelmäßig über bakteriologische und virologische Entwicklungen austauschten, ein deutsch-russisches Rohstoffforum, das 2007 in Wiesbaden erstmals tagte, ein deutsch-russisches Sozialforum, das 2010 beim Dialog in Jekaterinburg initiiert wurde, oder gemeinsame Projekte in der kulturellen Zusammenarbeit im Rahmen der Arbeitsgruppe Kultur des Petersburger Dialogs wie Konferenzen zum Thema Welterbe, Ausstellungen zur „Bronzezeit“ (2013) sowie zu „Russen & Deutsche – 1000 Jahre Kunst, Geschichte und Kultur“ (2012). Beim 8. Petersburger Dialog 2008 wurde eine bilaterale Vereinbarung zwischen deutschem und russischem Lenkungsausschuss des Petersburger Dialogs unterzeichnet, die die Umsetzung der deutsch-russischen Modernisierungspartnerschaft in den Bereichen Gesundheitsvorsorge, Logistik, Rohstoffeffizienz und Rechtsstaatlichkeit vorsah.
Ein jährlich wiederkehrendes Thema der Tagungen waren die Auseinandersetzungen, welche Unternehmen in Russland mit Aufsichts- und Rechtsschutzorganen zu führen haben.

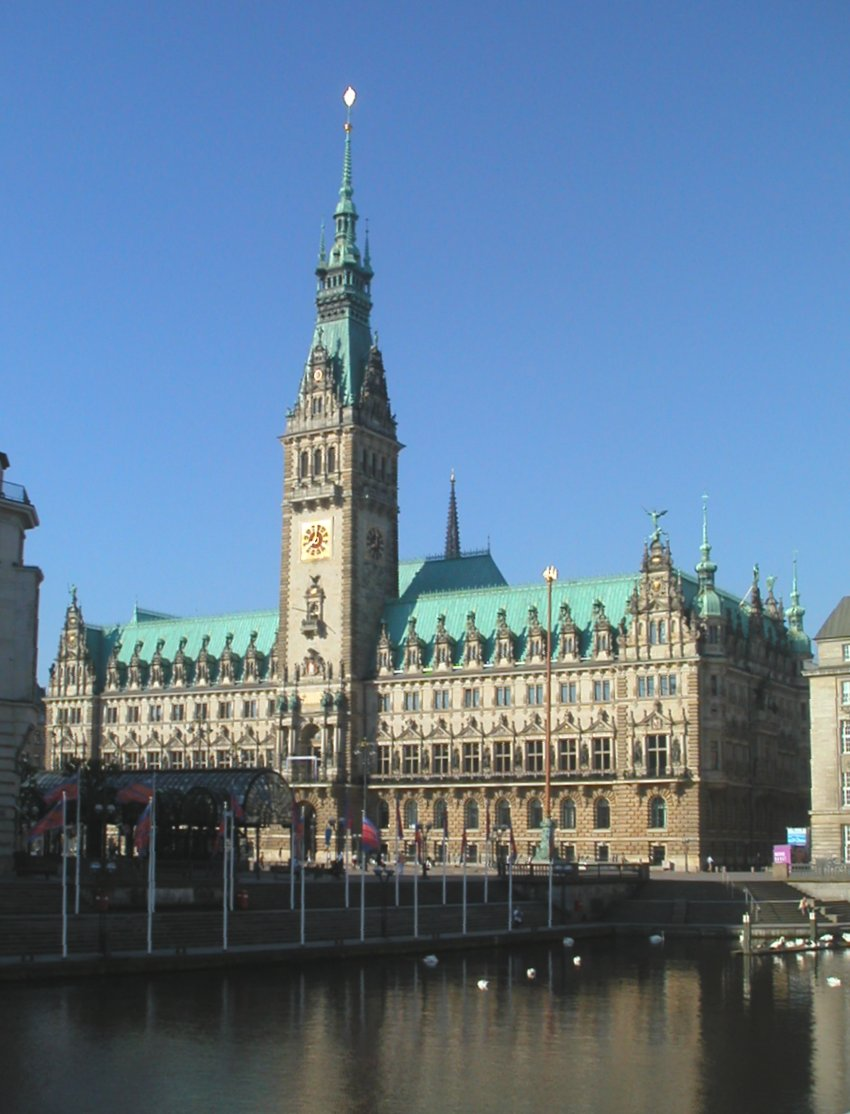
Veranstaltungsort des vierten Petersburger Dialogs war 2004 unter anderem das Hamburger Rathaus

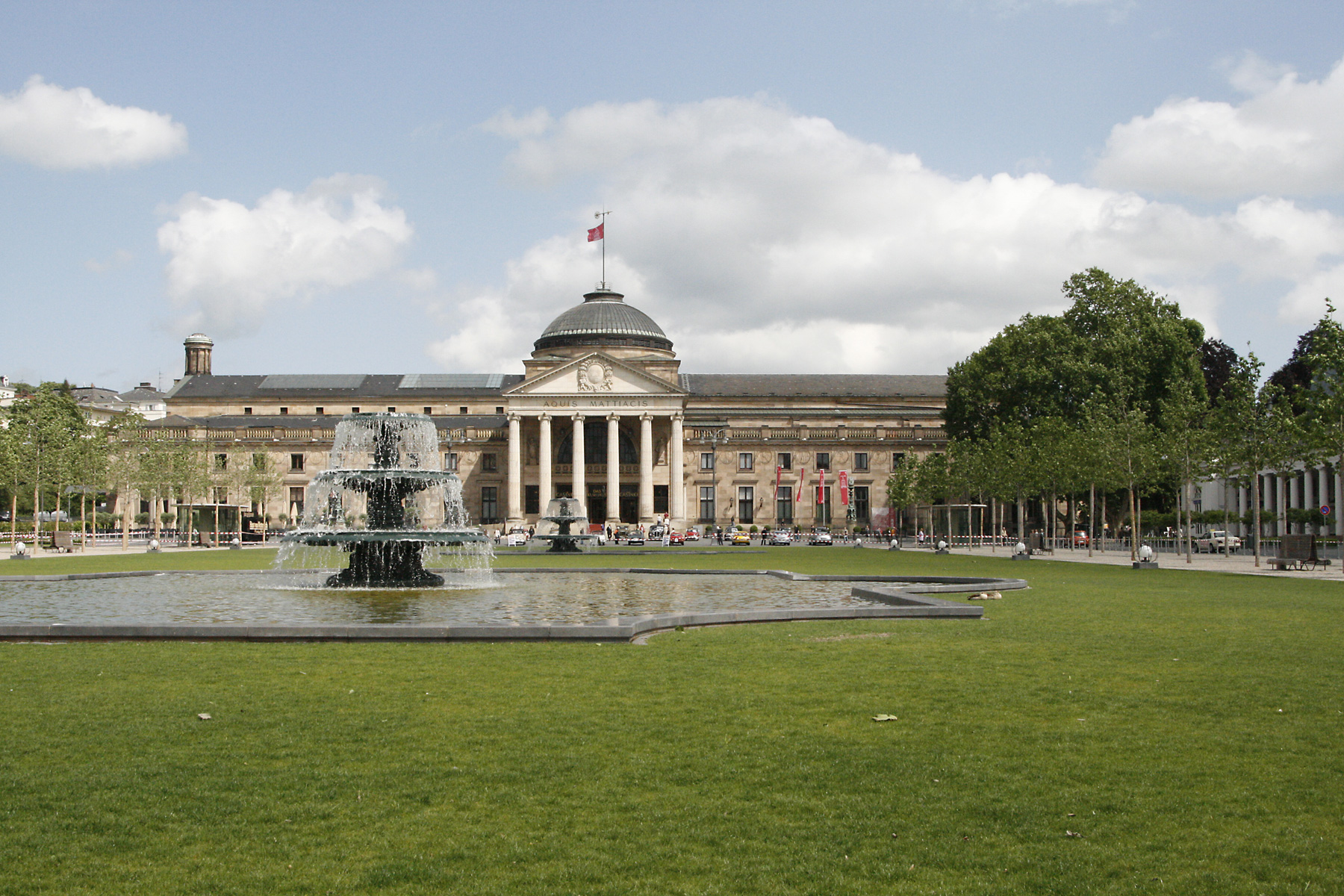
7. Jahrestagung, 2007 im Kurhaus Wiesbaden

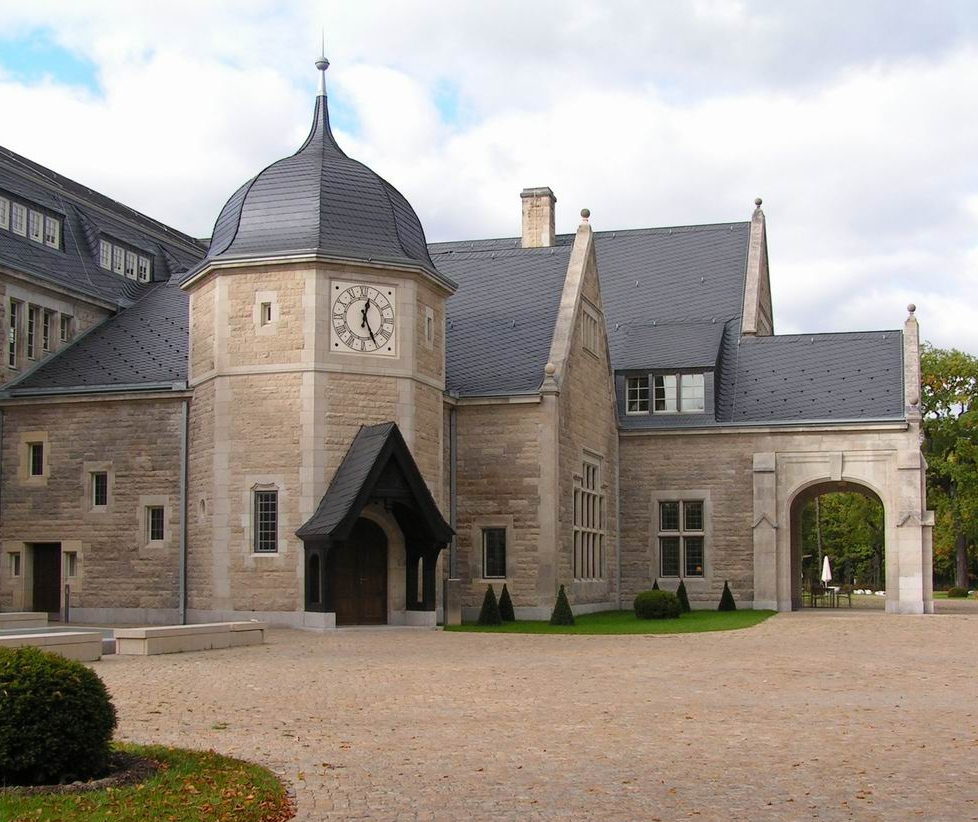
14. Dialog, 2015 im Potsdamer Kaiserbahnhof

Die Jahrestagungen waren:
| Ausgabe | Datum | Ort                                | Dachthema |
| ------- | --- | ---------------------------------- | --- |
| 01      | 9. bis 10. April 2001 | Sankt Petersburg                   | Russland und Deutschland an der Schwelle des 21. Jahrhunderts                                                                                                  |
| 02      | 8. bis 10. April 2002 | Weimar                             | Deutschland und Russland in einer sich neu ordnenden Welt |
| 03      | 10. bis 12. April 2003 | Sankt Petersburg                   | Russland und Deutschland in Europa |
| 04      | 9. bis 10. September 2004 | Hamburg                            | Deutschland und Russland – Partner im Entwicklungsprozess der Europäischen Zusammenarbeit                                                                      |
| 05      | 30. November bis 1. Dezember 2005 | Sankt Petersburg                   | Perspektiven und neue Entwicklungen in den deutsch-russischen Beziehungen                                                                                      |
| 06      | 9. bis 11. Oktober 2006 | Dresden                            | Deutschland und Russland in europäischer Verantwortung |
| 07      | 13. bis 15. Oktober 2007 | Wiesbaden                          | Einheit Europas – deutsche und russische Beiträge |
| 08      | 30. September bis 3. Oktober 2008 | Sankt Petersburg                   | Russland und Deutschland in der globalisierten Welt – Partner in der Modernisierung                                                                            |
| 09      | 14. bis 16. Juli 2009 | München                            | Wege aus der Krise aus Sicht der Zivilgesellschaften Deutschlands und Russlands                                                                                |
| 10      | 13. bis 15. Juli 2010 | Jekaterinburg                      | Deutsche und russische Gesellschaft im nächsten Jahrzehnt |
| 11      | 17. bis 19. Juli 2011 | Wolfsburg und Hannover             | Bürger, Gesellschaft und Staat – Partner im Modernisierungsprozess                                                                                             |
| 12      | 14. bis 16. November 2012 | Moskau                             | Russland und Deutschland: Die Informationsgesellschaft vor den Herausforderungen des 21. Jahrhunderts                                                          |
| 13      | 4. bis 6. Dezember 2013 | Kassel                             | Soziale und politische Rechte als Bedingung für eine freie Gesellschaft                                                                                        |
| 14      | 22. bis 24. Oktober 2015 | Potsdam                            | Modernisierung als Chance für ein gemeinsames europäisches Haus                                                                                                |
| 16      | 14. bis 16. Juli 2016 | Sankt Petersburg                   | Russland und Deutschland im Angesicht globaler Herausforderungen                                                                                               |
| 17      | 23. und 24. November 2017 | Berlin                             | Gesellschaftliche Teilhabe als Chance zur deutsch-russischen Verständigung                                                                                     |
| 18      | 7. bis 8. Oktober 2018 | Moskau                             | Vertrauen bilden, Partnerschaft stärken: Zivilgesellschaftliche Zusammenarbeit zwischen Russland und Deutschland als Impuls für den zwischenstaatlichen Dialog |
| 19      | 18. bis 20. Juli 2019 | auf dem Petersberg in Königswinter | Kooperation als Leitmotiv für ein Europa in Frieden: Beiträge aus den Zivilgesellschaften Russlands und Deutschlands                                           |
| 20      | ursprünglich geplant für den 29. bis 30. Oktober 2020; wegen der COVID-19-Pandemie zunächst auf Mitte 2021 verschoben, dann Aussetzung aller bilateralen Veranstaltungen | Kaliningrad                        | |

## Aussetzung der bilateralen Veranstaltungen des Petersburger Dialogs
Im Dezember 2020 kritisierte die Arbeitsgruppe Zivilgesellschaft des Forums Petersburger Dialog eine Reihe von im November 2020 in die Staatsduma der Russischen Föderation eingebrachte Gesetzesentwürfe, welche zum Ziel hatten, dass Nichtregierungsorganisationen von den russischen Behörden als „ausländische Agenten“ zu betrachten sind. Im Februar 2021 verurteilte die Versammlung der deutschen Mitglieder von Petersburger Dialog das Gerichtsurteil gegen Alexei Nawalny und die Verhaftung friedlicher Demonstranten: „Angesichts des Urteils gegen Alexej Nawalny und der Verhaftung friedlicher Demonstrant*innen sieht die Mitgliederversammlung der deutschen Seite des Petersburger Dialogs die Grundlagen zivilgesellschaftlichen Engagements in Russland akut gefährdet. Die Mitgliederversammlung der deutschen Seite des Petersburger Dialogs fordert deshalb die russische Regierung dazu auf, Alexej Nawalny wie auch alle inhaftierten friedlichen Demonstrant*innen unverzüglich freizulassen.“ Nachdem im Mai 2021 die zwei Mitgliedsorganisationen des Petersburger Dialogs, Deutsch-Russischer Austausch und Zentrum Liberale Moderne, sowie das Forum Russischsprachiger Europäer von der russischen Generalstaatsanwaltschaft als unerwünschte Organisationen eingestuft worden waren, wurde das Vorgehen vom Vorstand des Petersburger Dialogs auf deutscher Seite scharf verurteilt: „Die russische Regierung geht damit weiter auf Konfrontationskurs zum zivilgesellschaftlichen Dialog. Der Petersburger Dialog soll Brücken zwischen unseren Ländern bauen. Seinen Mitgliedern die Arbeit in Russland zu verbieten und mit drakonischen Strafen zu drohen, das werden wir nicht hinnehmen. Behinderung und Kriminalisierung der Nichtregierungsorganisationen haben ein unerträgliches Maß erreicht.“ Als Konsequenz hatte der Vorstand des Petersburger Dialogs die für 8. und 9. Juli in Moskau geplante gemeinsame Vorstandssitzung mit der russischen Seite abgesagt. Die Hauptveranstaltung, der 19. Petersburger Dialog am 14. und 15. Oktober in Kaliningrad, sollte nur stattfinden, wenn alle Organisationen ungehindert daran teilnehmen könnten. In weiterer Folge informierte der Vorstand des Petersburger Dialogs seine Mitglieder im Juli 2021 darüber, dass alle bilateralen Veranstaltungen und Arbeitsgruppen-Sitzungen ausgesetzt werden: „Wir können nicht hinnehmen, dass einige unserer Mitgliederorganisationen in Russland ihre Arbeit nicht verrichten können, weil sie offiziell als ‚unerwünscht‘ gelten und bei Zuwiderhandlung hohe Strafen zu erwarten haben. Auch die russischen Partnerinnen und Partner von ‚unerwünschten ausländischen Organisationen‘ können aufgrund der Zusammenarbeit strafrechtlich verfolgt werden.“
Im April 2023 beschloss die Mitgliederversammlung die Auflösung des Vereins.

## Inoffizielle Fortsetzung
Mitte Oktober 2024 berichtete die Tagesschau über die mutmaßliche Fortsetzung von Gesprächen unter dem Logo des Petersburger Dialogs. Diese fanden demnach am 20. Oktober des Jahres im aserbaidschanischen Baku statt. Zu den deutschen Konferenzteilnehmern sollen demnach Matthias Platzeck, Ronald Pofalla und Martin Hoffmann gehört haben. Das Büro Armin Laschets bestritt eine Teilnahme.
Michail Schwydkoj, Teilnehmer und russischer Sonderbeauftragter für kulturelle Angelegenheiten im Ausland, bestätigte das Treffen und Inhalte der Tagesordnung, widersprach jedoch der Fortsetzung als Petersburger Dialog. Neben ihm sollen auch Wiktor Subkow, der Vorsitzende des russischen Präsidialamts für Menschenrechte Waleri Fadejew, sowie der Botschafter der Russischen Föderation in Aserbaidschan, Michail Ewdokimow, teilnehmen.
Zu weiteren Gesprächspartnern sollen der Generalsekretär der Organisation für Sicherheit und Zusammenarbeit in Europa (OSZE), Thomas Greminger, und der Schweizer Sondergesandte für die Ukraine, Tim Guldimann, gehört haben. Dem Bericht zufolge soll das Treffen bereits am 21. und 22. April 2024 in Baku durchgeführt worden sein.
Ein zweites inoffizielles Treffen fand im Oktober 2024 ebenfalls in Baku statt. Ein drittes Treffen wurde im April 2025 in derselben Stadt abgehalten. Beim dritten Treffen seien auf deutscher Seite Ralf Stegner, Ronald Pofalla, Matthias Platzeck, Stephan Holthoff-Pförtner und Martin Hoffmann anwesend gewesen. Russland wurde u. a. durch Wiktor Subkow und Waleri Fadejew vertreten.
Zu einem dritten inoffiziellen Gespräch Anfang Mai 2025 trafen sich hochrangige Politiker aus Deutschland, der Schweiz und Russland wiederum in Baku. Deutsche Vertreter waren Ralf Stegner, Ronald Pofalla, Matthias Platzeck, Stephan Holthoff-Pförtner sowie Martin Hoffmann (der gleiche als „privat“ deklarierte Gesprächskreis). Ein weiterer Anwesender war wiederum der Schweizer Diplomat Thomas Greminger, der das staatlich finanzierte Genfer Zentrum für Sicherheitspolitik leitet. Von russischer Seite nahmen wieder Waleri Fadejew sowie Viktor Subkow am Treffen teil. Seitens des Auswärtigen Amtes hieß es dazu: „Die erwähnten Treffen sind weder im Auftrag der Bundesregierung erfolgt noch geplant worden.“ Ergebnisse sind nicht bekannt geworden.